# Вакфыкебир
Вакфыкеби́р (тур. Vakfıkebir) — город в провинции Трабзон Турции, который находится на берегу Чёрного моря в 40 км к западу от Трабзона. Через город проходит европейский автомобильный маршрут E 70 (Европейский маршрут E70) Ла-Корунья — Поти.